# Szczekuszka ałtajska
Szczekuszka ałtajska (Ochotona alpina) – gatunek ssaka z rodziny szczekuszkowatych (Ochotonidae).

## Zasięg występowania
Szczekuszka ałtajska występuje w środkowej Azji zamieszkujący w zależności od podgatunku:
- O. alpina alpina – góry Ałtaj, w tym Ałtaj Mongolski, Ałatau Kuźniecki, Sajan Zachodni i góry południowo-zachodniej Tuwy w południowej Rosji, wschodni Kazachstan, zachodnia Mongolia i północno-zachodnia Chińska Republika Ludowa (północny Sinciang).
- O. alpina changaica – góry Changaj i Ałtaj Gobijski w środkowej Mongolii.
- O. alpina sayanica – Sajan Wschodni w południowej Rosji (obwód irkucki, Buriacja) i północno-środkowej Mongolii.

## Taksonomia
Gatunek po raz pierwszy naukowo opisał w 1773 roku niemiecki przyrodnik Peter Simon Pallas nadając mu nazwę Lepus alpinus. Holotyp pochodził z obszaru górnego biegu rzeki Inia, w górach Tigirek, w Kraju Ałtajskim, w Rosji.
O. alpina należy do podrodzaju podrodzaju Pika. O. alpina jest sympatryczny z O. hyperborea w Sajanie Zachodnim i Wschodnim, Changaj i górach Tannu-Oła (Tuva, Rosja). Na podstawie badań morfologicznych O. alpina obejmuje taksony atra, changaica, nanula, nitida, sayanica i sushkini – z których changaica i sayanica są uznawane za podgatunki. Autorzy Illustrated Checklist of the Mammals of the World rozpoznają trzy podgatunki.

### Etymologia
- Ochotona: mongolska nazwa ochodona dla szczekuszki[13].
- alpina: łac. alpinus „alpejski, wysokogórski”, od alpes lub alpis „wysokie góry”[14].
- changaica: góry Changaj, środkowa Mongolia[14].
- sayanica: góry Sajany, Syberia, Rosja[14].

## Morfologia
Długość ciała 190–250 mm, długość ucha 20–30 mm, długość tylnej stopy 26–39 mm; masa ciała 150–360 g.

## Ekologia

### Środowisko
Szczekuszki północne zamieszkują wyżynne stepy, a także obszary skaliste w terenach o klimacie kontynentalnym. Szata roślinna w tych rejonach jest raczej uboga, składają się na nią przede wszystkim trawy, zioła oraz niskie krzewy.

### Zachowanie
Za schronienie bardzo często służą im nory pozostawione przez inne gatunki ssaków. Zajęte przez nie stanowisko wypełniają sianem. Przeciętna nora składa się z jednej komory i z 3-5 korytarzy prowadzących na powierzchnię. Zwierzęta te żyją w koloniach, komunikują się wzajemnie oraz ostrzegają przed niebezpieczeństwem za pomocą dźwięków słyszanych z dużej odległości. Osobniki tego gatunku charakteryzuje także duża odporność na niskie temperatury, jednak w przypadku wyjątkowo srogiej zimy zapadają w krótki sen. Rzadko chodzą po ziemi, zazwyczaj skaczą.

### Pożywienie
Szczekuszki są roślinożerne i żywią się najczęściej różnymi gatunkami traw i ziół, a także liśćmi i gałązkami krzewów. Przez cały okres wegetacji roślin zbierają zimowe zapasy, które mogą ważyć nawet 20 kg.

### Rozmnażanie
Maksymalnie w ciągu roku szczekuszka może mieć 3 mioty, a w każdym z nich może znajdować się do 13 młodych. Ciążą trwa 20-24 dni. Pierwszy poród zazwyczaj pojawia się w maju. Zwierzęta z pierwszego miotu nawet w tym samym roku mogą przystąpić do rozrodu. Wysoka rozrodczość tych ssaków związana jest z wysokim poziomem śmiertelności populacji. Żyją 3 lata.

### Wrogowie
- ptaki drapieżne m.in. błotniaki, myszołowy, puchacze czy orły)
- ssaki
- człowiek – ludy pasterskie zbierają i zabierają zgromadzone przez nie zapasy na zimę, a także wypasają bydło na terenach zamieszkiwanych przez te zwierzęta.